# František Krajčír

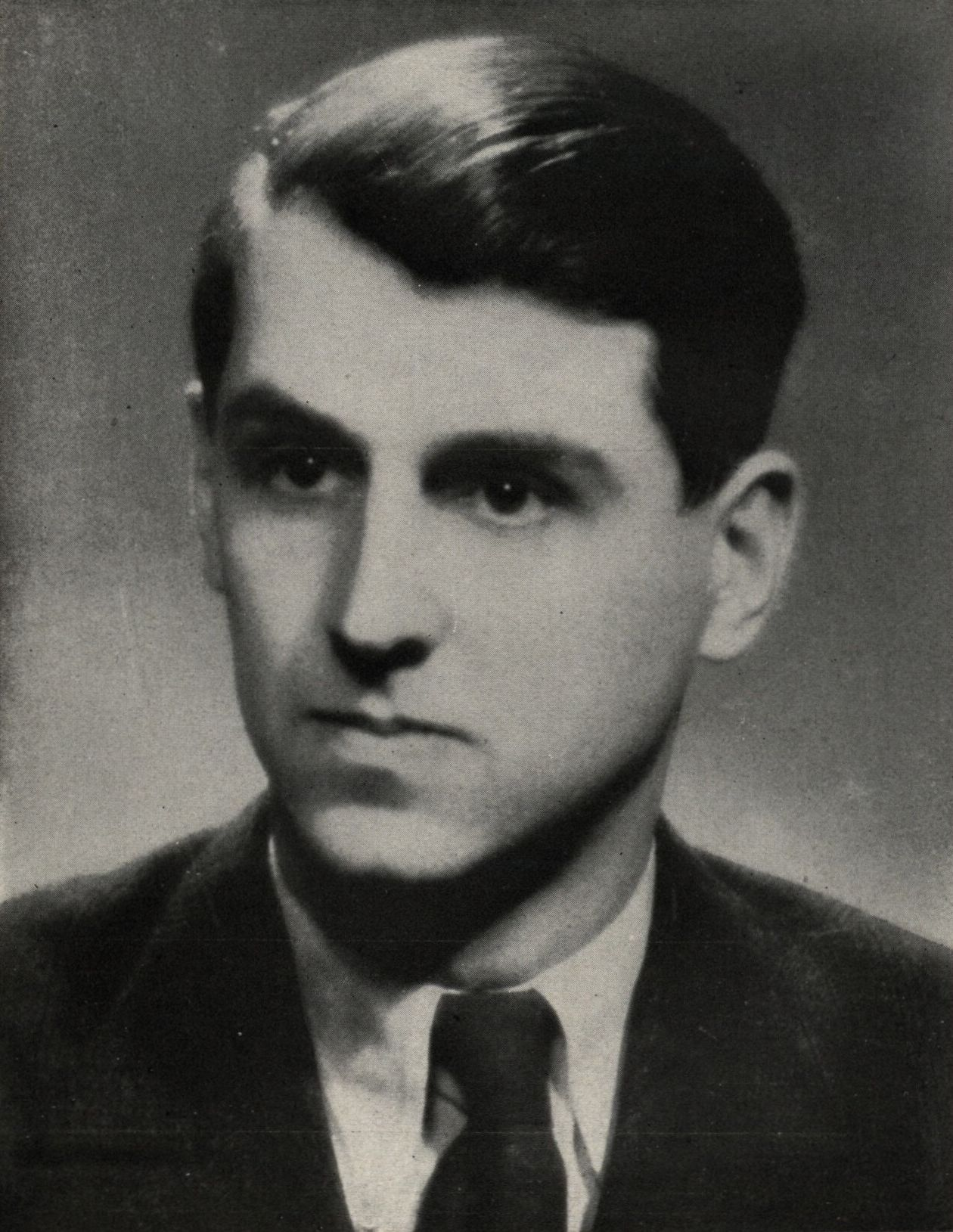
František Krajčír (1948)

František Krajčír (* 12. Juni 1913 in Wien; † 16. Mai 1986) war ein tschechoslowakischer Politiker (KPTsch) und Diplomat. Er war Minister für Binnen- und Außenhandel der Tschechoslowakei sowie Botschafter der ČSSR in der DDR.

## Leben
Krajčír wurde als Sohn einer tschechischen Familie in Wien geboren. Er besuchte die Volks- und Bürgerschule. Von 1927 bis 1930 war er Schüler einer mittleren Fachschule. Zwischen 1930 und 1933 absolvierte er eine Lehre als Buchhändler und als Facharbeiter des Antiquariats. Von 1933 bis 1937 arbeitete er als Redakteur eines Verlags. 1937 trat er der  Kommunistischen Partei der Tschechoslowakei (KPTsch) bei. Von 1937 bis 1945 war er Leiter des Buchhandels in Horschitz. Zwischen 1941 und 1945 war er aktiv im Widerstand gegen die NS-Besatzung.
1945 wurde er Vorsitzender des Ortsnationalausschusses (tschechisch Místní národní výbor) von Hořice v Podkrkonoší (Horschitz), 1945/1946 war er Mitglied des Landesnationalausschusses (tschechisch Zemský národní výbor) von Böhmen. Im Mai 1946 wurde er in das ZK der KPTsch gewählt. 1947/1948 war Krajčír Vorsitzender des Zentralverbands für Handel (tschechisch Ústřední svaz obchodu), von Februar 1948 bis Januar 1959 Minister für Binnenhandel und anschließend von Januar 1959 bis Januar 1963 Minister für Außenhandel der Tschechoslowakei. Von März 1959 bis April 1968 war Krajčír zudem Mitglied der Staatlichen Planungskommission und zwischen Januar 1963 und April 1968 stellvertretender Ministerpräsident. Von Januar 1963 bis November 1965 wirkte er als Vorsitzender des Staatlichen Preiskomitees, von September 1963 bis August 1968 war er Mitglied der Kommission für Fragen des Lebensstandards beim ZK der KPTsch.
Von Januar 1969 bis Oktober 1971 war Krajčír Botschafter der ČSSR in der DDR und anschließend bis 1978 erster stellvertretender Außenminister der ČSSR.
Von Mai 1948 bis Dezember 1968 war Krajčír zudem Abgeordneter der Nationalversammlung, von Januar 1969 bis November 1971 Mitglied der Volkskammer der Bundesversammlung der ČSSR.

## Auszeichnungen
- Orden der Arbeit (tschechisch Řád práce, 1963)
- Orden des Siegreichen Februar (tschechisch Řád Vítězného února, 1973)
- Orden der Republik (tschechisch Řád republiky, 1978)